# Ramón Martín Mateo
Ramón Martín Mateo (Valladolid, 1928-Alicante, 22 de mayo de 2014) fue un profesor, escritor y rector español, catedrático de derecho administrativo en la Universidad de Alicante.

## Biografía
Fue autor del primer manual universitario de derecho ambiental, área que se desarrolló primero en los Estados Unidos y después en Alemania, y que Ramón Martín Mateo introdujo en España. Era también un especialista destacado en derecho local. 
Fue rector de la Universidad del País Vasco y de la Universidad de Alicante, y ocupó cargos de responsabilidad en la administración universitaria estatal. Experto de las Naciones Unidas en diferentes proyectos durante los años setenta, también fue vocal electivo del Consejo de Estado (1990-2003) y vocal del Consejo Estatal del Agua (1991). 
Fue investido doctor honoris causa por diferentes Universidades, destacando dos de sus nombramientos. De un lado, su investidura en la Universidad del País Vasco, de la que fue Rector y al que acudió el Lehendakari. De otro, su investidura en la Universidad Rovira i Virgili. La propuesta de investidura en la Universidad Rovira i Virgili (URV) nace de la Facultad de Ciencias Jurídicas y de los departamentos de Derecho Público y de Derecho Privado, Procesal y Financiero. Ramón Martín Mateo apoyó desde los inicios los estudios de derecho ambiental que se imparten en la facultad.
Fue autor de una cuarentena de libros, y dirigió 33 tesis doctorales, recibió numerosas distinciones honoríficas y era doctor honoris causa de diferentes universidades. 
De su extensa bibliografía, son obras recientes estas dos: 
- 2007,  La gallina de los huevos de cemento. Ed. Civitas. En esa obra, critica la política urbanística de la Comunidad Valenciana.

- 2005, Memorias de un ingeniero social bienhumorado. Ed. Península. Se trata de sus propias memorias. En este libro califica a los juristas de ingenieros sociales, que trabajan para que se haga justicia con las personas, defendiéndolas del mismo poder judicial.